# Галісійська ґайта

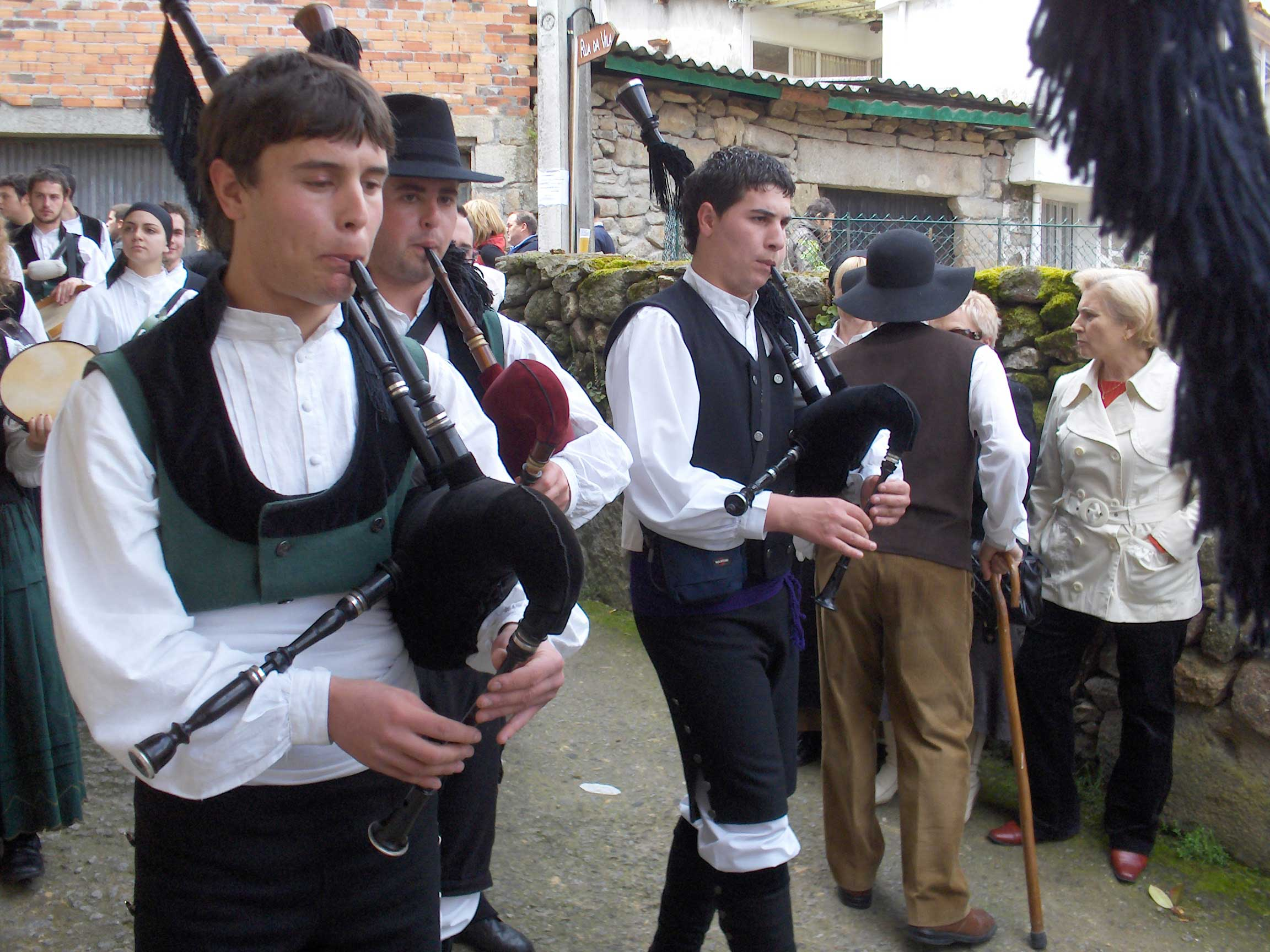
Галісійські гайтероси (волинщики)

Галісійська ґайта (гал. Gaita galega, порт. Gaita galega, ісп. Gaita gallega) є традиційним інструментом Галісії та північної Португалії.
Слово ґайта використовується на півночі Іспанії як загальний термін для позначення волинки. Однак на півдні Іспанії та в Португалії воно означає різні духові інструменти, такі як роги, флейти або гобої, залежно від регіону.

## Етимологія
Існує багато припущень щодо походження назви ґайта. Його порівнюють із назвами східноєвропейських волинок, таких як болгарська каба ґайда та словацька ґайда. Лінгвіст Джоан Коромінес припустив, що слово gaita найімовірніше походить від готського слова gait або gata, що означає «коза». Це пов’язано з тим, що міх волинки традиційно виготовляється з цільної, знятої шкіри кози. Готська мова була поширена на території Іспанії з V по VIII століття, коли країною правили вестготи, які походили з північно-східної Європи.

## Інструмент

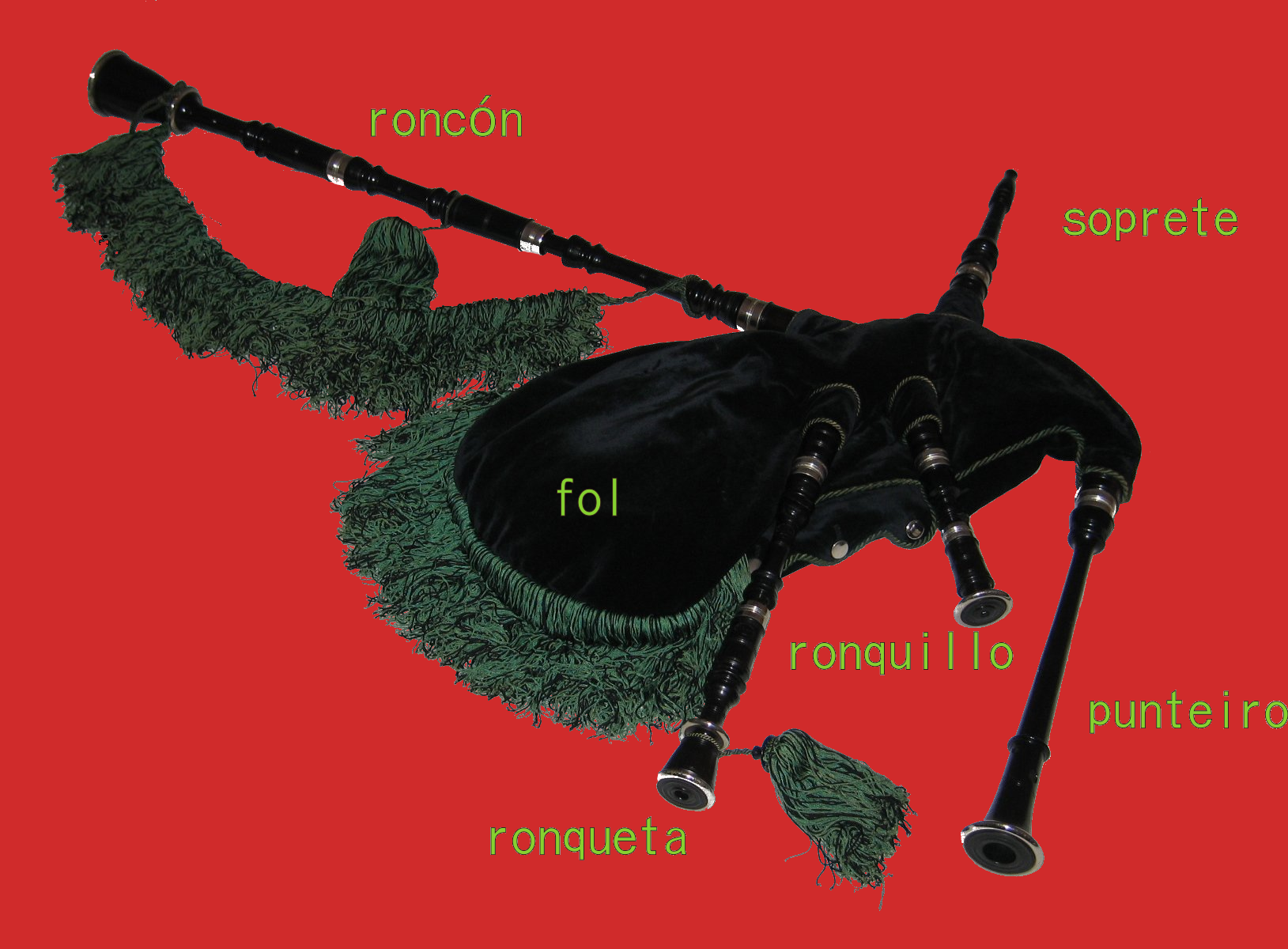
Галісійська ґайта, виготовлена Хосе Мануелем Сейване Рівасом

Галісійська ґайта має конічний ігровий свисток (чантер) та басовий бурдон (ronco), який охоплює дві октави. Вона також може мати один або два додаткові бурдони, що звучать на тоніці та домінанті. Традиційно існують три основні строї: ре – gaita grileira (дослівно "цвіркунова волинка"), до – gaita redonda, і сі-бемоль – gaita tumbal. В останні роки галісійські волинкові оркестри (pipe bands), що грають на цих інструментах, набули великої популярності.
Гра в близьку гармонію (терції та сексти) на двох галісійських ґайтах одного строю є типовим стилем гри на ґайті в Галісії.
Волинка, або ґайта, була популярною ще з середньовіччя, починаючи з 9 століття, але зазнала значного спаду в 16 столітті, поступово відновлюючись лише в 19 столітті. У середині 20 століття інструмент знову пережив занепад, коли диктатура Франко намагалася використовувати його в пропагандистських цілях. Проте, з початку 1970-х років, завдяки відродженню народної музики, ґайта пережила нове відродження, яке досягло свого піку наприкінці 1990-х років, зокрема завдяки виходу відомих альбомів галісійського музиканта Карлоса Нуньєса (A Irmandade Das Estrelas).
Ґайта почала здобувати популярність завдяки масовій еміграції галісійців до Сполучених Штатів та Латинської Америки. Основи галісійських центрів (Centro Galego / Casa Galicia) були закладені в ключових містах і столицях, від Нью-Йорка до Буенос-Айреса, Аргентина.
Традиційне використання ґайти включає як сольні виступи, так і виконання в ансамблі з тамборілем (медитативний барабан з дерев'яним корпусом та шкіряною натягнутою мембраною, оснащений вовняними смичками), а також з бомбо — басовим барабаном.

### Опис
Гравець на ґайті надуває міх ротом через трубку, оснащену клапаном для запобігання зворотного потоку повітря. Повітря спрямовується в чантер (гал. punteiro) за допомогою лівої руки, яка контролює тиск у міху. Чантер має подвійне міхо, подібне до шаума чи гобоя, і конічну форму з сімома отворами для пальців на передній частині. Басовий бурдон (ronco або roncón) розташований на лівому плечі гравця і настроєний на дві октави нижче основного тону чантера; він має один міх. Деякі волинки мають до двох додаткових бурдонів, включаючи ronquillo або ronquilla, який виступає з міху і звучить на октаву вище за ronco, або менший chillón. Ці два додаткові бурдони знаходяться біля правої руки гравця. 
Отвори для пальців включають три для лівої руки і чотири для правої, а також один на задній частині для великого пальця лівої руки. Тоніка чантера грається, коли закриті верхні шість отворів і отвір для великого пальця. Починаючи знизу і поступово відкриваючи отвори (згідно з галісійською схемою пальців), створюється діатонічна шкала. За допомогою технік, таких як перехресне пальцювання та половинне закриття отворів, можна створювати хроматичну шкалу. З додатковим тиском на міх можна отримати другу октаву, що дає діапазон півтори октави від тоніки до найвищої ноти. Також можливо закрити отвір для тону малим пальцем правої руки, що створює півтону нижче тоніки.

### Пісні
Мелодії, що виконуються на ґайті, зазвичай є піснями, де голос або супроводжує інструментальну частину, або чергується з нею.
Найпоширенішим типом є muiñeira, жвавий ритм 6/8. Інші галісійські мелодії на 6/8 мають різні кроки; серед них carballesa, ribeirana, redonda, chouteira та contrapaso.
Alborada — зазвичай інструментальна мелодія, найчастіше в ритмі 2/4, хоча іноді й 3/4. Вона характеризується серією спадаючих поворотних фраз. Ця мелодія використовується для початку святкових заходів і виконується на світанку.
Foliada — це радісна пісня типу jota в ритмі 3/4, яка часто виконується на ромаріях (спільних зібраннях біля місцевих святинь).

## Дивіться також
- Волинка
- Дуда